# Bhimenhalli, Yadgir
Bhimenhalli là một làng thuộc tehsil Yadgir, huyện Gulbarga, bang Karnataka, Ấn Độ.